# Les Cancres des premiers bancs
Pour plus de détails, voir Fiche technique et Distribution.
Les Cancres des premiers bancs (Klassenkeile) est un film allemand réalisé par Franz Josef Gottlieb, sorti en 1969.

## Synopsis
Cela devait arriver : en raison de l'ignorance notoire et de l'indiscipline des élèves, Manuela Schulz risque d'être virée de l'école. Elle ne pense maintenant qu'à son amoureux Peter Keuthmann. Seulement le père de Manuela, un vendeur de fruits et légumes, voit cela d'un mauvais œil. Aussi Katja Hutten, la meilleure amie de Manuela, se réjouit de son expulsion, la jeune journaliste écrit un article pour montrer l'école telle qu'elle est réellement. Manuela est en mesure de fournir des renseignements renouvelés. Willy, le père de Manuela, est convaincu qu'il doit inscrire sa fille au Hebbel-Gymnasium. Les professeurs sont peu enthousiastes de devoir accueillir une nouvelle élève de 16 ans, mais le jeune professeur Wagner prend sa défense. Manuela aime bien raconter l'école à Katja, seulement le meilleur moyen de la connaître, c'est toujours d'y entrer. Après quelques hésitations, Katja accepte.
Katja se fait passer pour Manuela. Elle voit tous les professeurs se faire rouler par les élèves, sauf M. Wagner qui réussit grâce à sa méthode d'enseignement moderne, et dont les autres professeurs sont jaloux. Katja voit les blagues dont les professeurs sont les victimes : l'un a des souris blanches dans son cartable, une autre est aspergée d'eau et le professeur de chimie, au cours d'une distillation, subit les vapeurs d'alcool.
Au cours d'une soirée en club, Katja discute des nouveaux articles avec son rédacteur en chef quand arrive Wagner en compagnie de sa nièce. Katja et lui dansent ensemble ; Katja, qui veut voir si la nièce de Wagner est jalouse, l'embrasse brièvement. Le photographe de presse prend une photo de ce furtif baiser qui se retrouve bientôt sur la table de la direction de l'école. Tandis qu'une procédure disciplinaire est lancée contre Wagner, Katja subit la vengeance des camarades de classe.
Wagner veut demander des comptes à Katja et, pour cela, lui donne rendez-vous dans le magasin du père de Manuela. Ce dernier appelle sa fille et la vraie Manuela apparaît. Le mensonge s'envole, Manuela court chez Peter et lui demande d'être sa femme. Elle revient peu après chez son père et lui annonce ses fiançailles. Willy est outré et va chez Peter pour s'expliquer. Quand il se rend compte que Peter a un plus grand magasin que lui, il accepte finalement le mariage.
Katja est revenue au journalisme et écrit son article sur son expérience en classe, d'abord l'expulsion de Wagner. En effet, les élèves se sont mis en grève et menacent de ne pas passer l'abitur s'il ne revient pas. Les espiègleries des élèves feront l'objet d'un prochain article. Le professeur est réintégré. Wagner sonne à la porte de Katja qui lui ouvre, elle lui explique que tout ce qu'elle a dit sur l'école n'est que pure invention. Katja et Wagner se mettent en couple. Et le comble de cette happy end est que tous les élèves de la classe obtiennent l'abitur comme Manuela. M. Wagner devient le nouveau directeur de l'école et comprend la difficulté de sa nouvelle fonction quand un cadeau destiné à son prédécesseur se révèle être une bombinette qui explose quand il ouvre le paquet.

## Fiche technique
- Titre français : Les Cancres des premiers bancs[1]
- Titre original : Klassenkeile
- Réalisation : Franz Josef Gottlieb, assisté d'Uli Strobel
- Scénario : Kurt Nachmann, Paul Hengge (de)
- Musique : Martin Böttcher
- Direction artistique : Hans-Jürgen Kiebach
- Costumes : Ingrid Zoré
- Photographie : Klaus König
- Son : Gerhard Müller
- Montage : Jutta Hering
- Production : Horst Wendlandt
- Sociétés de production : Rialto Film
- Société de distribution : Constantin Film
- Pays d'origine :  Allemagne de l'Ouest
- Langue : allemand
- Format : Couleurs - 1,66:1 - Mono - 35 mm
- Genre : Comédie
- Durée : 88 minutes
- Dates de sortie :
  -  Allemagne de l'Ouest : 28 mars 1969.
  -  France (Est) : 10 novembre 1970[1].

## Distribution
- Anita Kupsch: Manuela Schulz
- Uschi Glas: Katja Hutten
- Walter Giller: M. Wagner
- Willy Millowitsch (de): Willy Schulz
- Harald Dietl (de): Peter Keuthmann
- Werner Finck: Le directeur Zibelius
- Wolfgang Condrus (de): Klaus Fuchs
- Rudolf Schündler: M. Krapp-Krapproth
- Inge Wolffberg (de): M. Sieglinde Boll
- Ulrich Beiger: Prof. Hasemann
- Jochen Schröder (de): Le conseiller d'éducation Lenz
- Siegfried Schürenberg: Le rédacteur en chef Berg
- Tilly Lauenstein: Marianne Kettelhut
- Gerd Lohmeyer (de): Siegfried Pelzig
- Hans Terofal: Le chef de chœur
- Herbert Weißbach (de): Zwillich
- Ewald Wenck: Pedell
- Wilma Landkroon: Wilma
- Heidrun Hankammer: Inge
- Stephan Schwartz (de): Un élève

## Source de traduction
- (de) Cet article est partiellement ou en totalité issu de l’article de Wikipédia en allemand intitulé « Klassenkeile » (voir la liste des auteurs).